# Селендума
Селенду́ма (сокращение от Селенги́нская степна́я ду́ма, бур. Сэлэндγγмэ, ранее Сэлэн-Дγγмэ) — село (с 1948 по 2005 год — посёлок городского типа) в Селенгинском районе Бурятии. Административный центр сельского поселения «Селендума».

## География

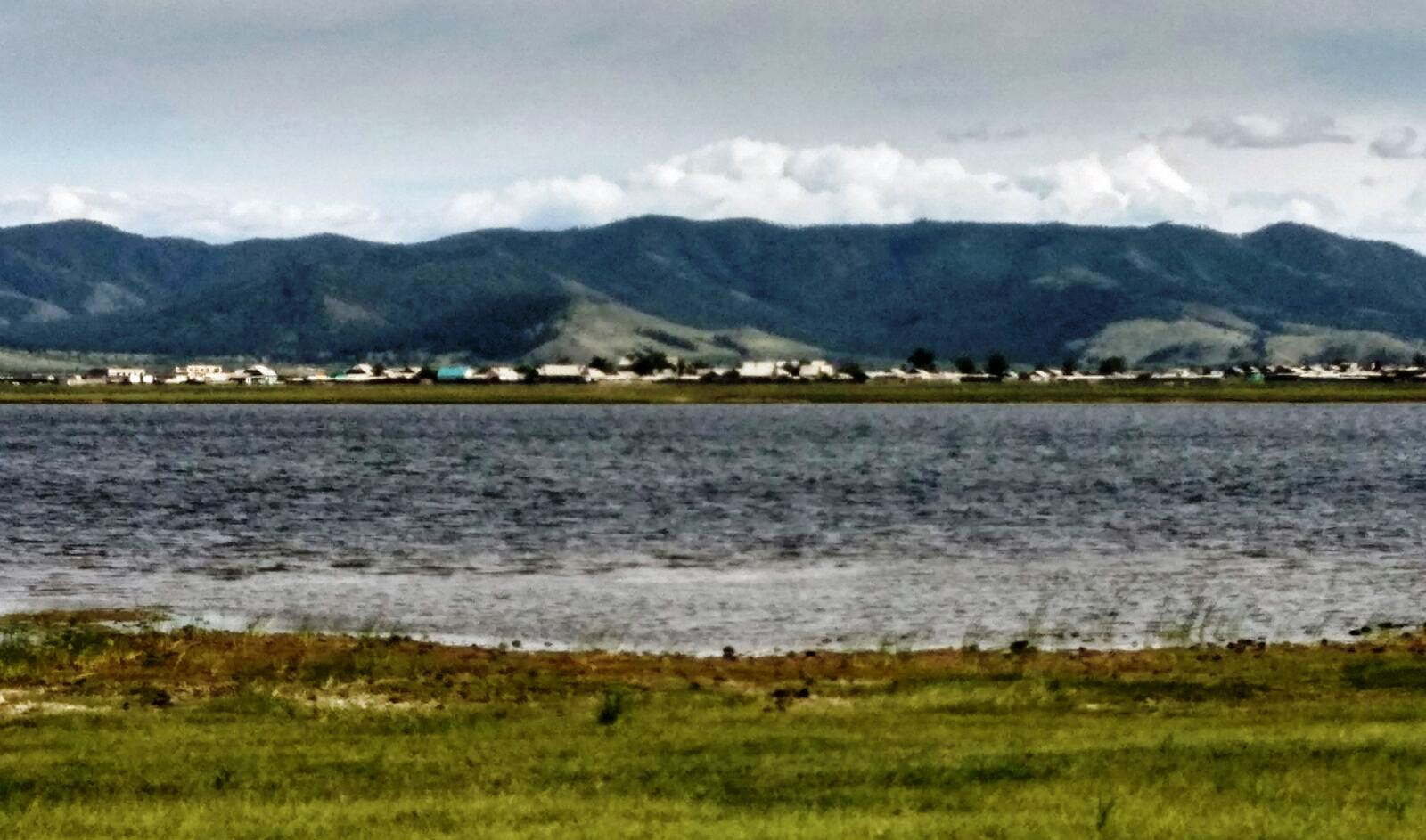
Озеро близ села Селендума

Расположено на юго-западе района в 55 км от районного центра, города Гусиноозёрска, в 2 км южнее региональной автодороги Р440 Гусиноозёрск — Петропавловка — Закаменск. Вдоль восточного края села, по левому берегу реки Селенги, проходит южная линия ВСЖД Улан-Удэ — Наушки с находящимся здесь остановочным пунктом 5822 км. Село находится в степной долине между отрогами Боргойского хребта на юге и хребтом Енискей на севере, в трёх километрах выше впадения реки Темник в Селенгу.
Административно в состав села входят отдалённые территории: квартал Мост Темник — в 5 км к северу по автодороге, и
железнодорожная станция Селендума — в 5 км к югу, у села Билютай.

## История
В 1808 году для урегулирования отношений с местным бурятским населением царской администрацией на месте нынешнего села была основана степная контора, ставшая в 1822 году Селенгинской степной думой, органом местного самоуправления во главе с тайши. При степной думе существовала русско-монгольская школа.
После установления Советской власти в 1920-х годах был создан Селендумский сельский совет, ставший после постройки ремонтно-механического завода в 1946 году поселковым советом.
В 1920—1928 годах Селендума — административный центр Селенгинского аймака Бурят-Монгольской АССР.
В 1937—1953 годах — центр Селенгинского сомонного совета Селенгинского аймака (с центром в селе Новоселенгинск).
28 апреля 1948 года Селендума получила статус рабочего посёлка.
2 апреля 1963 года с упразднением Селенгинского аймака семь его сельсоветов и рабочий посёлок Селендума были включены в состав Кяхтинского аймака. С 1965 года посёлок вновь в составе Селенгинского аймака.
До 1990-х годов в посёлке действовали ремонтно-механический завод и крупный совхоз. 17 марта 2005 года рабочий посёлок Селендума преобразован в село.

## Население
| 1959 | 1970  | 1979  | 1989  | 2002  | 2008  | 2010  |
| ---- | ----- | ----- | ----- | ----- | ----- | ----- |
| 4337 | ↘2995 | ↗3350 | ↗3753 | ↘2610 | ↗2614 | ↘2504 |

## Инфраструктура
Средняя общеобразовательная школа, детский сад, почтовое отделение, дом культуры, врачебная амбулатория.